# Tipula novaebrittaniae
Tipula novaebrittaniae är en tvåvingeart som beskrevs av Alexander 1935. Tipula novaebrittaniae ingår i släktet Tipula och familjen storharkrankar. Inga underarter finns listade i Catalogue of Life.